# 多角针网虫
多角针网虫（学名：Stylodictya polygonia）为孔盘虫科针网虫属的动物。分布于大西洋以及中国东海等海域。